# Michael Jamieson
Michael John Jamieson (* 5. August 1988 in Glasgow) ist ein britischer Brustschwimmer.

## Werdegang
Michael Jamieson nahm bereits 2004 erstmals an den britischen Seniorenmeisterschaften teil, wobei seine beste Platzierung Rang 18 über 400 m Lagen war. Ein erster Rang unter den besten zehn folgte 2007 mit dem achten Platz über 200 m Brust. 2008 gewann er seine erste nationale Medaille mit Bronze über 200 m Lagen – ein Ergebnis, das er 2009 wiederholen konnte. Seine ersten internationalen Meisterschaften waren die Kurzbahneuropameisterschaften 2009 in Istanbul, bei denen seine beste Platzierung Rang 13 über seine Paradestrecke 200 m Brust war.
Ein Jahr später wurde Jamieson erstmals britischer Meister über 200 m Brust und gewann über die halbe Distanz Silber. Im selben Jahr erreichte er bei den Europameisterschaften auf der Langbahn in Budapest Rang 10 über 200 m Brust und bei den Commonwealth Games in Neu-Delhi Silber hinter Brenton Rickard. 2011 gab Michael Jamieson in Shanghai sein Debüt bei Weltmeisterschaften und erreichte über 200 m Brust das Finale, wo er Fünfter wurde. Mit der britischen Lagenstaffel belegte er den sechsten Platz. Bei den Kurzbahneuropameisterschaften in Stettin gewann er Bronze über seine Spezialstrecke hinter Dániel Gyurta und Wjatscheslaw Sinkewitsch. Über 100 m Brust wurde er Achter und mit der 4 × 50-m-Lagenstaffel Fünfter.
2012 war Michael Jamieson Teil der britischen Mannschaft für die Olympischen Spiele in London. Er erreichte zunächst über 100 m Brust das Halbfinale und verpasste als Gesamtneunter nur knapp den Finallauf. Wenige Tage später qualifizierte er sich souverän für das Finale über 200 m Brust, wobei er sowohl im Vorlauf als auch im Halbfinale neue britische Rekorde aufstellte. Im Finale konnte er erneut seinen Rekord unterbieten und gewann in 2:07,43 min Silber hinter Dániel Gyurta, der neue Welt- und Olympiarekorde aufstellte, und vor Ryō Tateishi. Mit der britischen Staffel über 4 × 100 m Lagen wurde er Vierter. Ende 2012 gewann er bei den Kurzbahnweltmeisterschaften in Istanbul über 200 m Brust erneut Silber hinter Gyurta.
Im nacholympischen Jahr war Jamieson von Verletzungen geplagt, konnte jedoch bei den Schwimmweltmeisterschaften 2013 in Barcelona seinen fünften Platz über 200 m Brust von 2011 wiederholen. Über 100 m Brust belegte er Rang 15. Außerdem gewann er Silber bei den Kurzbahneuropameisterschaften in Herning hinter Dániel Gyurta und vor Marco Koch. Auch über 100 m Brust erreichte er das Finale und wurde Sechster, mit der gemischten Staffel über 4 × 50 m Lagen Vierter. 2014 gewann er bei den Commonwealth Games in seiner Geburtsstadt Glasgow Silber hinter seinem Landsmann Ross Murdoch, belegte über die halbe Distanz jedoch lediglich Rang 11.
2015 reichte es bei den britischen Meisterschaften über 200 m Brust nur zum sechsten Rang und er wurde nicht in das Aufgebot für die Weltmeisterschaften berufen. Nach einem fünften Platz über seine Paradestrecke 200 m Brust bei den britischen Ausscheidungsrennen 2016 verpasste er die Qualifikation für die Olympischen Spiele in Rio de Janeiro.
Michael Jamieson gewann bei britischen Meisterschaften zwischen 2008 und 2015 fünf Gold-, drei Silber- und vier Bronzemedaillen. Er trainiert in Bath bei Dave McNulty und Graeme Antwhistle.

## Bestzeiten und Rekorde
| Disziplin                                                                | Langbahn     | Langbahn        | Langbahn  | Kurzbahn        | Kurzbahn          | Kurzbahn  |
| ------------------------------------------------------------------------ | ------------ | --------------- | --------- | --------------- | ----------------- | --------- |
| 50 m Brust                                                               | 00:28,74 min | 31. Januar 2015 | Luxemburg | 00:27,94 min    | 4. November 2012  | Sheffield |
| 100 m Brust                                                              | 00:59,89 min | 28. Juli 2012   | London    | SR 00:57,52 min | 21. Dezember 2013 | Glasgow   |
| 200 m Brust                                                              | 02:07,43 min | 1. August 2012  | London    | BR 02:01,43 min | 15. Dezember 2013 | Herning   |
| (BR = Britischer Rekord; SR = Schottischer Rekord; Stand: 25. Juli 2016) |              |                 |           |                 |                   |           |